# Celeste Loots
Celeste Loots (5 settembre 1996) è un'attrice sudafricana.

## Biografia
Celeste Loots è cresciuta a Paarl, in Sudafrica, parlando inglese e afrikaans. Dopo aver frequentato la Paarl Girls' High School e la Curro School di Durbanville ha iniziato gli studi in giurisprudenza all'l'Università di Città del Capo, salvo poi cambiare corso e conseguire un Bachelor of Arts in teatro e performance nel 2019.
Loots ha debuttato come attrice nei panni di Lily Williams nel film TV del 2020 Home Affairs: A Christmas Tale e nel suo sequel Home Affairs: A Love Story, del 2021. L'anno successivo viene annunciato il suo ingresso nel cast della serie Netflix One Piece nel ruolo di Kaya, a seguito della quale ottiene notorietà presso il grande pubblico e viene scritturata sia per il ruolo ricorrente di Tassia Middleton nella serie kykNET Straat che per quello di Zanne Peterson nel teen drama di Showmax Trompoppie.
Dal 2024 Loots ha iniziato a interpretare Amanda nel drama universitario Wyfie, per il quale ha ricevuto una candidatura al Festival della Rosa d'oro, si è unita al cast della soap opera Suidooster nei panni di Hanli e ha debuttato nel suo primo lungometraggio recitando in Lilies Not for Me.

## Filmografia

### Cinema
- Sporadies Nomadies, regia di Chanél Muller – cortometraggio (2022)
- The Date, regia di Cara Rust – cortometraggio (2023)
- Lilies Not for Me, regia di Will Seefried (2024)

### Televisione
- Home Affairs: A Christmas Tale, regia di Lizé Vosloo – film TV (2020)
- Home Affairs: A Love Story, regia di Lizé Vosloo – film TV (2021)
- Kampvuur, regia di Hannes Muller – film TV (2022)
- Projek Dina - serie TV, episodio 3x02 (2023)
- FDR - serie TV, episodio 1x01 (2023)
- One Piece - serie TV, 3 episodi (2023)
- Straat - serie TV, 12 episodi (2023-2024)
- Trompoppie - serie TV, 10 episodi (2023-2024)
- Wyfie - serie TV, 90 episodi (2024-in corso)
- Suidooster - serie TV, 39 episodi (2024-in corso)

## Doppiatrici italiane
Nelle versioni in italiano delle opere in cui ha recitato, Celeste Loots è stata doppiata da:
- Sara Labidi in One Piece